# Elizabeth Anne Allen
Pour les articles homonymes, voir Allen et Elizabeth Allen.
Elizabeth Anne Allen est une actrice américaine d'origine irlandaise née le 18 novembre 1970.

## Biographie
Ancienne élève du lycée Gloversville, à Gloversville, État de New York, elle est diplômée de Russel Sage College à Troy, État de New York en 2001. Elle s'est mariée en 2003.
Elizabeth Anne Allen est allergique aux laitages.

### Carrière
Après des apparitions dans Docteur Doogie, Les Dessous de Palm Beach (Silk Stalkings) et Bull, elle apparaît dans la saison 1 (épisode 1x03 : Sortilège) de la série TV devenue culte, Buffy contre les vampires. Elle y tient le rôle d'Amy Madison, une adolescente sorcière de la classe de Buffy. Au départ, elle avait auditionné pour jouer le personnage de Buffy elle-même mais n'avait pas été retenue. Cependant Joss Whedon fut si impressionné qu'il créa pour elle le personnage d'Amy.
Elle réapparaît dans la saison 2 (épisode 2x16 : Un charme déroutant ), dans la saison 3 (épisode 3x11 : Intolérance), dans lequel elle se transforme en rat. Elle n'apparaît pratiquement pas dans les saisons 4 et 5 (mis à part pendant quelques secondes dans l'épisode 4x09 : Le mariage de Buffy), avant d'effectuer un retour dans les saisons 6 et 7 (épisodes 6x09 : Écarts de conduite, 6x10 : Dépendance, 6x12 : Fast-food et 7x13 : Duel).
Elizabeth Anne Allen a aussi un rôle récurrent dans la série télévisée Bull, en jouant le personnage Pam Boyd. Elle a également joué dans la série JAG (épisode 10x02 : Mercenaires) un second rôle important.
Elle apparaît également dans la série Close to Home : Juste Cause, dans l'épisode 2x18 9e étape (Making Amends) où elle joue un des personnages secondaires importants.
Le jour du tournage de l'épisode Intolérance, dans lequel son personnage, Amy, est brûlée vive sur un bûcher, l'équipe de tournage a chanté Happy Birthday (Joyeux Anniversaire) lorsque les flammes ont été allumées.

### Engagements
Elle a participé à la gestion d'une association qui recueille des fonds pour venir en aide aux enfants en détresse.

## Filmographie

### Cinéma
- 1995 : Timemaster : Teenage Veronica Adams
- 1996 : Silent Lies : Shelly Saltemeir
- 2003 : Bill the Intern : Kat

### Courts-métrages
- 2002 : The Tower of Babble

### Télévision

#### Séries télévisées
- 1992 : Docteur Doogie : Doogie's Date
- 1992 : Sauvés par le gong : Veronica
- 1994-1997 : Les dessous de Palm Beach : Danielle Coe / Edie Flynn
- 1996 : Le rebelle : Becky Nottingham
- 1996 : Surfers détectives : Alison
- 1997-2003 : Buffy contre les vampires : Amy Madison
- 2000 : Then Came You : Roxanne
- 2000-2001 : Bull : Pam Boyd
- 2002 : Associées pour la loi : Bride
- 2004 : JAG : Ann Sheehy
- 2007 : Close to Home : Juste Cause : Ellen Pinter

#### Téléfilms
- 2000 : Green Sails : Kerri